# RBI Sport

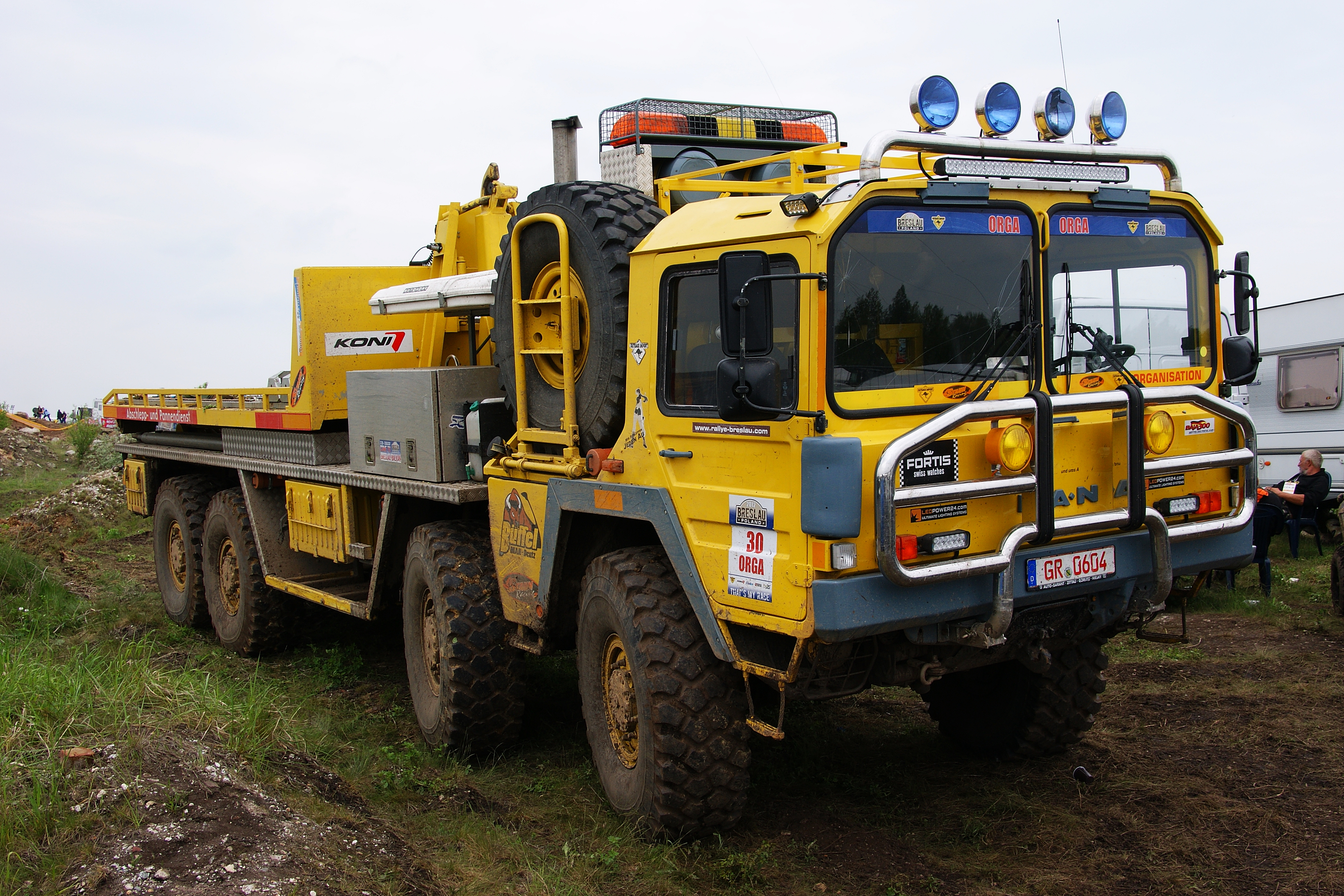
Bergefahrzeug MAN KAT I (8×8) der RBI Sport vom deutschen Partner Rally Recovery Team Achim Lust bei den BAJA 300 Powerdays 2013

Die RBI Sport Ltd. ist ein bulgarisches Unternehmen mit Sitz in Plowdiw in der gleichnamigen Provinz, das sich auf die Organisation und Durchführung sowie das Management internationaler Motorsport-Veranstaltungen spezialisiert hat. Inhaber und Geschäftsführer des Unternehmens ist Alexander Kovatchev.

## Geschichte
Die Vorgängerorganisationen der RBI Sport entstanden zunächst aus dem von Alexander Kovatchev 2001 gegründeten „Gladiator Racing Team“. Nachdem diese ab 2011 die Organisation der Rallye Breslau und ab 2014 der Baja Deutschland übernommen hatten, wurde am 27. November 2019 die RBI Sport EOOD gegründet.
RBI Sport wurde international bekannt durch die Organisation verschiedener Rallye Raids, wie Europas größter Cross Country Rallye der Rallye Breslau in Deutschland und Polen, der Fenix Rallye in Tunesien, der Balkan Offroad Rallye in Südosteuropa, der Balkan Classic Rallye in Bulgarien, Rumänien und Polen sowie der Baja Europe in Deutschland und Polen. Für die Organisation und Durchführung dieser Rallyes besitzt RBI Sport ein international besetztes Team aus etwa 10 verschiedenen Nationen. Dazu kommen verschiedene Partner wie bspw. ein polnisches Team für die bodengebundene ärztliche und notärztliche Versorgung sowie jeweils ein deutsches Team für die Bergung, den Hubschrauberservice und für satellitengestütztes Tracking und die Zeitmessung.
Seit 2012 besteht eine Partnerschaft mit den German Offroad Masters und der DMV-Rallye-Raid-Meisterschaft.
Seit 2023 besteht eine Partnerschaft mit Ultra4-Racing, dem Veranstalter des King of the Hammers. Ein Teil der RBI Sport Motorsportveranstaltungen wird ab 2024 Qualifikationswettbewerb für das King of the Hammers. Zudem wird für die Teilnehmer der Rallye Breslau bereits 2023 eine gemeinsame Ultra4-Wettkampfklasse aufgestellt.

## Tätigkeitsfelder
Die RBI Sport ist neben der Durchführung seiner eigenen Motorsport-Veranstaltungen unter anderem Dienstleister für die FIA-Rallye-Weltmeisterschaft, den FIA Marathonrallye Worldcup, die FIM Cross-Country Rallies World Championship, die FIA Historic Rally Championship sowie für mehr als 30 weitere internationale Motorsport-Wettbewerbe. Für diese Veranstaltungen stellt RBI Sport satellitengestützte Zeitmessung, Tracking, Kommunikation sowie Datentelemetrie und -verarbeitung zur Verfügung, erstellt die Roadbooks und übernimmt das Veranstaltungsmanagement. Die Beratungs- und Entwicklungsleistungen von RBI führten beispielsweise 2019 zur Durchführung der ersten und einzigen israelischen Cross-Country-Rallye Desert Baja Israel.
Seit 2018 ist RBI in Kenia als Berater und Entwickler von satellitengestützten Verfolgungs- und Kommunikationsplattform für Motorsportveranstaltungen über Assisted Satellite Navigation tätig. 